# Роже III (граф Комменжа)

Комменж на карте Гаскони

Роже III (ум. ок. 1105 или после 1114) — граф части Комменжа.
Происхождение не выяснено. Вероятно, сын или внук Арно III (ум. после 1070).
Приблизительно в то же время (последняя четверть XI века) в качестве графа Комменжа упоминается Раймон Бернар, сын Бернара Одона (ум. до 1075).
Также известно, что у Роже III была сестра Бруна, вышедшая замуж за сеньора де Понти.
Предполагается, что Роже III умер около 1105 года. Однако о. Ансельм, не называя источников, утверждает, что в 1114 году он был ещё жив.
О жене и детях ничего не известно. Граф Комменжа Бернар I (погиб в бою после 1145 г.) вероятно был сыном Роже III.
Поколенная роспись графов Комменжа согласно книге Histoire générale de Languedoc: avec des notes et les pièces …, Том 2 Авторы: Joseph Vaissète,Du Mège: